# Бакаллаг
Бакаллаг (Бакальский исправительно-трудовой лагерь) — подразделение, действовавшее в структуре Главного управления исправительно-трудовых лагерей Народного комиссариата внутренних дел СССР.

## История
Создан 17 ноября 1941 года для строительства Бакальского металлургического завода (впоследствии переименован в Челябинский металлургический завод, ныне — комбинат), до 25 января 1942 года подчинялся Особстрою, затем Главному управлению лагерей промышленного строительства. По другим данным, строительство завода и организация лагеря были возложены на Особстрой, а руководство на Главпромстрой. Но согласно приказу № 00183 НКВД от 25 января 1942 года Главпромстрой принимает строительство от Наркомстроя и при этом управлению строительства и лагеря присвоено название «Бакалстрой НКВД СССР».
Заключённые Бакаллага также использовались для строительства коксохимического завода, лесозаготовок, подсобных сельскохозяйственных работ, обслуживания кирпичных заводов. С 17 марта 1942 года были заняты на подготовке к разработке Бакальского железорудного месторождения. Также выполняли работы на заводе № 46 НКВ в Златоусте, занимались строительством ремонтного и модельного цехов, обогатительной и агломерационной фабрик.
На 1 января 1942 года численность лагеря составляла 1861 человек. Максимальное значение в 4237 человек было зафиксировано 31 января. К концу года количество заключённых составляло 38 человек.
Начальником Бакаллага с момента основания был старший майор государственной безопасности Александр Лепилов. После реорганизации, начальником Управления ИТЛ и строительства металлургического комбината был назначен бригинженер Александр Комаровский. Заместителем начальника по лагерю с 14 февраля был Павел Честных.
На Бакалстрое в 1942 году трудились в основном колонны репрессированных, из близлежащих мест проживания, российских немцев: на 1 июля их численность составляла 27 771 человек. Помимо них позднее появились военнопленные румыны, финны, австрийцы, словаки, чехи. К 1944 году почти 60 % контингента лагеря, содержащего 20 696 человек, составляли немцы, а общее количество немцев, далее включая военнопленных, составило 87 %.
К апрелю строительство завода было завершено, лагерь комбината получил название Челяблаг. Строители продолжили работать в цехах завода.
Система Бакаллага включала четыре лагерных участка, где работали только заключенные, а также 16 строительных отрядов из спецпереселенцев. Стройотряды делились на колонны по 1023 человека, а те на небольшие бригады различного профиля и специальностей, включающие до 25 человек.
В мае 1947 Бакаллаг был закрыт, однако «трудармейцы» были переведены на режим спецпоселения для строительства и работы на других объектах (в городах Кыштым, Озёрск, Глазов и т.д). Официально исправительно-трудовая колония в Бакале была ликвидирована в 1956 году.
Название лагеря дано по посёлку, расположенному севернее Челябинска и созданному в 1930-е годы для строительства завода. В свою очередь, посёлок назван по Бакальскому месторождению железных руд, находящемуся рядом с посёлком городского типа Бакал, расположенного в западной части Челябинской области. В настоящее время квартал «Бакал» в Металлургическом районе Челябинска ограничен улицами Калмыкова, 50-летия ВЛКСМ, Черкасской и шоссе Металлургов. В районе до сих пор сохранились дома, построенные как военнопленными так и «российскими немцами» уроженцами Южного Урала.